# Peter Snijders
Peter Snijders (født 14. september 1943) er en tidligere hollandsk judoka og europamester. Han deltog i Sommer-OL 1964 i Tokyo, men blev slået i kvartfinalen af tyskeren Wolfgang Hofmann.
Ved VM i judo 1965 i Rio de Janeiro fik han bronze i den åbne vægtklasse.
Ved EM i judo 1966 i Luxemburg blev han europamester i vægtklassen -80 kg, ved at slå den sovjetiske Vladimir Pokataev i finalen.
Tre år senere blev han europamester i vægtklassen -93 kg, også ved at slå Vladimir Pokataev i finalen.
Han fik desuden bronze to gange ved EM i judo 1964 og 1971.